# Bronisław Panek
Bronisław Panek (ur. 17 lutego 1892 w Palikówce, zm. 18 listopada 1963 w Pręgowie) – podpułkownik piechoty Wojska Polskiego, kawaler Orderu Virtuti Militari.

## Życiorys
Urodził się 17 lutego 1892 w rodzinie Józefa i Marii z d. Jachowicz. W 1912 w Rzeszowie ukończył gimnazjum. Służył w Legionach Polskich podczas I wojny światowej jako sierżant VI batalionu 1 pułku piechoty. W grudniu 1918 dowodził 5 kompanią w grupie ppłka Leopolda Lisa-Kuli. Dwukrotnie ciężko ranny na froncie ukraińskim, w roku 1919 i 1920. Podczas wojny polsko-bolszewickiej walczył w szeregach 23 pułku piechoty. Został odznaczony Orderem Virtuti Militari. 30 lipca 1920 roku został mianowany – warunkowo aż do zakończenia prac przez Komisję Weryfikacyjną z dniem 1 maja 1920 roku – porucznikiem w piechocie. 14 października 1920 roku został zatwierdzony z dniem 1 kwietnia 1920 roku w stopniu kapitana, w piechocie, w grupie oficerów byłych Legionów Polskich. 3 maja 1922 roku został zweryfikowany w stopniu kapitana ze starszeństwem z dniem 1 czerwca 1919 roku i 1129. lokatą w korpusie oficerów piechoty. Następnie pełnił służbę w 50 pułku piechoty Strzelców Kresowych w Kowlu.
30 września 1927 roku został przeniesiony do Korpusu Ochrony Pogranicza. 10 października tego roku został przydzielony do 29 Batalionu Odwodowego w Suwałkach. Zatwierdzany był 17 listopada 1927 roku i 7 kwietnia 1928 roku jako kwatermistrz w składzie komisji gospodarczej batalionu. 18 lutego 1928 roku awansował na majora ze starszeństwem z dniem 1 stycznia 1928 roku i 56. lokatą w korpusie oficerów piechoty.
11 maja 1928 roku został przeniesiony z KOP do 17 Wielkopolskiej Dywizji Piechoty na stanowisko oficera sztabu. Następnie w 74 pułku piechoty w Lublińcu na stanowisku dowódcy batalionu. W 1932 roku ówczesny inspektor armii generał dywizji Edward Śmigły-Rydz wystawił mu następującą opinię służbową: „charakter prawy, ustalony, zamknięty w sobie. Solidny. Wykształcenie wojskowe więcej niż przeciętne. Duży zmysł taktyczny. Pracuje nad sobą, interesuje się żołnierzem. Materiał na dowódcę pułku. Wybija się ponad przeciętność”.
27 czerwca 1935 roku awansował na podpułkownika ze starszeństwem z dniem 1 stycznia 1935 roku i 25. lokatą w korpusie oficerów piechoty. 4 lipca 1935 roku otrzymał przeniesienie do 27 pułku piechoty w Częstochowie na stanowisko zastępcy dowódcy pułku. Od 17 lipca 1935 roku do 15 lipca 1936 roku pełnił obowiązki dowódcy pułku. Od 1 kwietnia 1938 roku nazwa zajmowanego przez niego stanowiska służbowego brzmiała: „I zastępca dowódcy pułku”. Od listopada 1938 roku do marca 1939 roku pełnił obowiązki dowódcy pułku w zastępstwie pułkownika dyplomowanego Franciszka Tomsa-Zapolskiego, który przebywał na Kursie Doskonalącym dla oficerów dyplomowanych przy Wyższej Szkole Wojennej w Warszawie. Wiosną 1939 roku, po ukończeniu przez pułkownika Tomsa-Zapolskiego kursu i przeniesieniu go na stanowisko kwatermistrza Okręgu Korpusu Nr V, objął dowództwo 27 pułku piechoty. Na czele tego oddziału walczył w kampanii wrześniowej 1939 roku w obronie Częstochowy, a następnie pod Janowem i Tomaszowem Lubelskim. Po kapitulacji był jeńcem wojennym Oflagu II C Woldenberg, a następnie Oflagu VII A Murnau. Pod koniec maja 1947 wrócił do kraju, a rok później rozpoczął pracę w fabryce papieru w Łapinie. Zmarł 18 listopada 1963 roku w Gdańsku, trzy dni później został pochowany na cmentarzu w Pręgowie.
W maju 2018 grób podpułkownika został poddany renowacji.

## Ordery i odznaczenia
- Krzyż Srebrny Orderu Wojskowego Virtuti Militari nr 7120 – 17 maja 1922[18][1]
- Krzyż Niepodległości – 13 kwietnia 1931[19][20]
- Krzyż Kawalerski Orderu Odrodzenia Polski
- Krzyż Walecznych dwukrotnie[20]
- Złoty Krzyż Zasługi – 19 marca 1935[21][22]
- Medal Pamiątkowy za Wojnę 1918–1921[20]